# Nasva (Fluss)
Der Nasva-Fluss (estnisch Nasva jõgi) ist ein Fluss auf der estnischen Insel Saaremaa.
Der Fluss entspringt beim See Mullutu-Suurlaht, dem mit 1.440 Hektar Wasserfläche viertgrößten See Estlands. Nach ca. 3 km mündet der Fluss bei der Bucht Suur Katel in die Ostsee. Dort liegt die Siedlung Nasva, ein traditionelles Fischerdorf mit fischverarbeitender Industrie, zahlreichen Bootsbauern und einem Jachthafen.
Bei niedrigem Wasserstand und besonders bei Westwind fließt eine starke Salzwasserströmung von der Mündung in den Fluss hinein. Der Nasva-Fluss ist sehr wasser- und fischreich. Sein Einzugsgebiet umfasst 306 km².